# Saltos ornamentais no Campeonato Europeu de Esportes Aquáticos de 2012 - Plataforma 10 m sincronizado masculino
A prova da plataforma 10 m sincronizado masculino dos saltos ornamentais no Campeonato Europeu de Esportes Aquáticos de 2012 foi realizada no dia 19 de maio em Eindhoven nos Países Baixos. 

## Calendário
| Fase       | Data       | Hora  |
| ---------- | ---------- | ----- |
| Preliminar | 19 de maio | 14:00 |
| Final      | 19 de maio | 19:30 |

Todos os horários estão no horário local (UTC+1)

## Medalhistas
| Ouro                                       | Prata                                    | Bronze                                              |
| Alemanha · Sascha Klein · Patrick Hausding | Rússia · Ilya Zakharov · Victor Minibaev | Ucrânia · Oleksandr Bondar · Oleksandr Gorshkovozov |

## Resultados
Esses foram os resultados da competição.
| Pos.              | Saltador                                | Nacionalidade | Preliminar | Preliminar | Final  | Final |
| Pos.              | Saltador                                | Nacionalidade | Pontos     | Pos.       | Pontos | Pos.  |
| ----------------- | --------------------------------------- | ------------- | ---------- | ---------- | ------ | ----- |
| Medalha de ouro   | Sascha Klein Patrick Hausding           | Alemanha      | 435.21     | 2          | 463.08 | 1     |
| Medalha de prata  | Ilya Zakharov Victor Minibaev           | Rússia        | 437.01     | 1          | 458.07 | 2     |
| Medalha de bronze | Oleksandr Bondar Oleksandr Gorshkovozov | Ucrânia       | 419.07     | 3          | 437.79 | 3     |
| 4                 | Timofei Hordeichik Vadim Kaptur         | Bielorrússia  | 376.05     | 5          | 394.17 | 4     |
| 5                 | Jesper Tolvers Christofer Eskilsson     | Suécia        | 389.04     | 4          | 373.14 | 5     |
| 6                 | Francesco Dell'Uomo Maicol Verzotto     | Itália        | 371.70     | 6          | 371.28 | 6     |